# Эдер, Йозеф Мария
Йозеф Мария Эдер (нем. Josef Maria Eder; 16 марта 1855[…], Кремс-ан-дер-Донау, Нижняя Австрия — 18 октября 1944[…], Кицбюэль, Тироль) — австрийский химик, фотохимик, фотограф и педагог; с 1888 по 1922 — директор основанного им Венского Императорского исследовательского фотографического института (ныне Высший федеральный графический учебный и исследовательский институт).

## Биография
Йозеф Мария Эдер родился 16 марта 1855 года в городке Кремс-ан-дер-Донау в Нижней Австрии в семье окружного судьи Джозефа Эдера (1801–1869) и фрау Каролины (в девичестве Боруцки; 1828 - ок. 1898). Высшее образование получил в Венском техническом университете.
По окончании обучения с 1881 года Эдер работал с фототехником Джузеппе Пиццигелли. В 1882 году начал преподавать в должности профессора химии и физики в Staatsgewerbeschule, затем некоторое время читал лекции в альма-матер.
В 1885 году Йозеф Мария Эдер женился на дочери министерского секретаря фрау Анне (урожденной Валенте; 1859–1941). 
На протяжении следующих трёх десятилетий, начиная с 1888 года, он работал в Венском Королевском институте графических искусств, созданным под патронажем столичного университета, по инициативе и при деятельном участии самого Эдера; большую часть этого времени он совмещал исследовательскую и преподавательскую деятельность и должностью директора этого учебного заведения.
Главные работы Й. Эдера посвящены исследованию фотографических процессов с солями хрома и бромо- и хлорожелатиновыми эмульсиями, а также исследованию химических действий лучей разного цвета; одна из них была премирована Венским фотографическим обществом. Эти работы имели очень важные практические результаты и легли в основу ортохроматических фотоэмульсий и приготовления аристотипной бумаги для печатания при дневном свете. Также стоит отметить исследования Эдера по спектральному анализу с помощью фотографии, а также разработанный им метод химической фотометрии ультрафиолетовых лучей. 
С 1887 года Эдер издавал в Галле ежегодник «Jahrbuch für Photographie und Reproduktionstechnik» (букв. «Ежегодник технологий фотографии и репродукции») по вопросам фотографии и репродукционной техники.
Эдер являлся членом Австрийской академии наук и Леопольдины и Венского фотографического общества«.
Йозеф Мария Эдер скончался 18 октября 1944 года в Кицбюэле и был похоронен на местном кладбище рядом со своей супругой, умершей тремя годами ранее.
Заслуги учёного были отмечены премией Либена (1895), медалью Вильгельма Экснера (1923), медалью прогресса, званием почётного доктора Венского технического университета, а также орденом Железной короны 3-й степени и Императорским австрийским орденом Франца Иосифа.